# Loyalitet
Loyalitet er en pligt til at vise troskab og støtte, der skyldes eller frit engageres af folk eller statsborgere, overfor deres stat eller monark.

## USA
27. juli 1868 på dagen hvor den 14. ændring af USA's forfatning blev gennemført af kongressen i USA. Der blev det bekendtgjort i forordet i Expatriation Act at retten til expatriation er en naturlig og uundværlig ret for alle folk, som er uundværlig for at folk kan glæde sig over deres leverettigheder, frihed og stræben efter lykke. Enhver naturligt født statsborger af et andet land, som også er amerikansk statsborger og enhver naturlig født amerikansk statsborger, som også har dobbeltstatsborgerskab, skylder at vise dobbelt loyalitet til henholdsvis USA og statsborgens hjemland.